# Ekranoplan

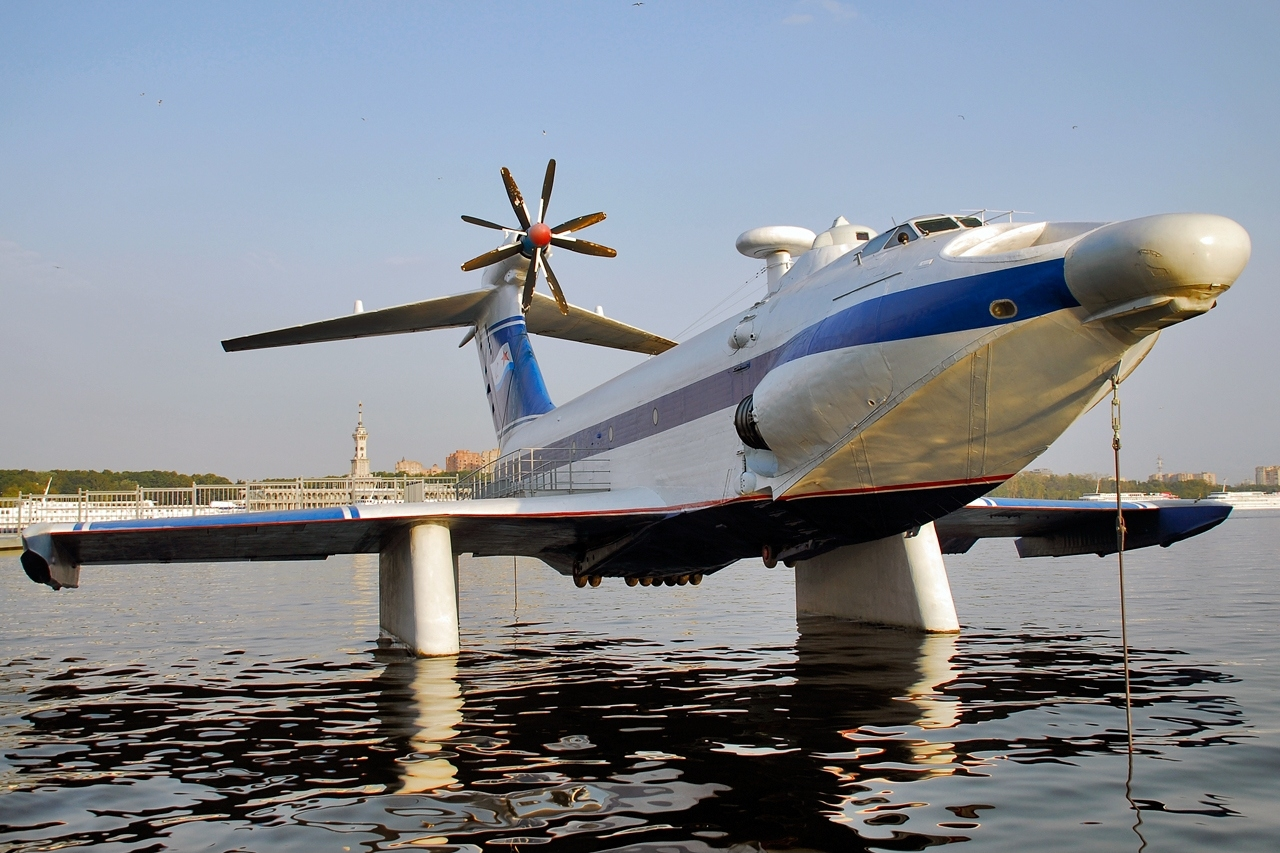
Chiếc A-90 Orlyonok

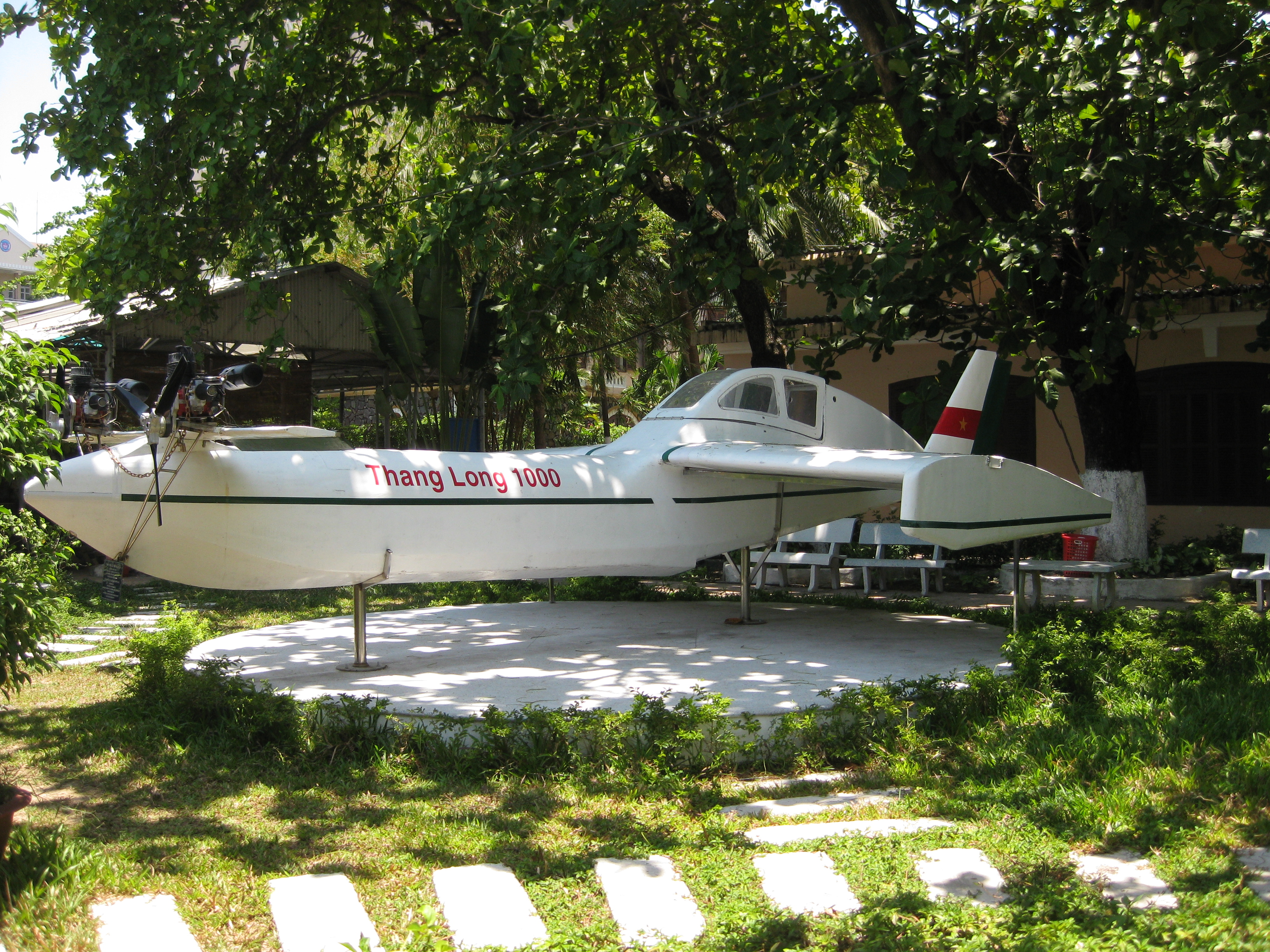
Mẫu Thăng Long 1000

Ekranoplan (Экраноплан) là một loại phương tiện di chuyển kết hợp khá độc đáo giữa tàu thủy và máy bay với việc sử dụng hiệu ứng lướt gần mặt đất để di chuyển. Nó vừa có thể được xem là một loại thủy phi cơ vừa là một tàu đệm khí. Loại phương tiện được nghiên cứu khá nhiều và có nhiều mẫu khác nhau dự định có thể đưa vào phục vụ trong cả mục đích quân sự lẫn dân sự, nó bay quá thấp để có thể bị phát hiện bởi ra đa nhưng cũng quá cao để các bộ phận dò thủy âm có thể nghe thấy và thủy lôi cũng chẳng thể làm gì được. Dù vậy chưa thật sự có mẫu nào được đưa vào sử dụng rộng rãi.

## Lướt gần mặt đất
Hiệu ứng này được biết đến nhiều ngay từ buổi bình minh khi ngành hàng không thế giới mới bắt đầu phát triển. Khi đó những người lái máy bay thử nghiệm thấy rõ là máy bay của họ có lực nâng tốt hơn khi cất/hạ cánh hay bay ở gần mặt đất nhưng không rõ tại sao. Sau đó các nhà khoa học đã lý giải được hiện tượng này là khi bay máy bay đã đè một lượng khí xuống để tạo lực nâng nhưng khi ở gần mặt đất lượng khí này bị dội ngược trở lên cánh máy bay tạo ra một vùng đệm khí áp cao mà tại đó máy bay được cung cấp một lực nâng rất lớn. Nhưng nếu bay quá cao thì vùng đệm khí này không có tác dụng. Hiệu ứng này đã thu hút được sự chú ý vì lực nâng cao hơn tương ứng với tải trọng lớn hơn của máy bay.

## Lịch sử
Ban đầu khi các cuộc chiến tranh thế giới nổ ra và khi đó những nhà phát triển máy bay không biết dùng hiệu ứng này để làm gì thì việc phát triển loại phương tiện này bị dừng lại khi thấy việc bay gần mặt đất quá nguy hiểm và rắc rối so với các loại máy bay bình thường do có thể cọ quẹt với các vật cản.
Sau đó đến năm 1960, Rostislav Alexeyev một kỹ sư làm việc tại một xưởng đóng tàu Liên Xô đã nghĩ đến việc sử dụng hiệu ứng này khi đang cố gắng phát triển một loại tàu có tốc độ cao khi mà ông thấy là các loại tàu cánh ngầm, nhiều thân có tốc độ cao vẫn chậm do chịu lực cản của nước ở mức độ nào đó vì thế một ý tưởng cần làm là một loại phương tiện không hề chạm vào nước khi di chuyển nhưng cũng không hẳn là tách rời khỏi mặt nước, một loại nhanh hơn nhiều so với tàu và chở nặng hơn nhiều so với máy bay. Vì thế ekranoplan đã được tiến hành bắt đầu phát triển một cách nghiêm túc và vùng nước rộng là nơi được chọn để phát triển vì phương tiện không thể va chạm vào bất cứ thứ gì khi bay thấp như trên mặt đất.
Năm 1961 một phương tiện kỳ lạ được gọi là SM-1 đã được thực hiện nó trông giống với máy bay nhưng cánh rất nhỏ để có thể bay, nó lại có thể di chuyển rất nhanh với việc lướt cách mặt nước một khoảng không nhiều. Để có lực nâng cần thiết phương tiện có hai bộ cánh ngắn một ở thân và một ở đuôi được đẩy bởi một động cơ phản lực. Do mẫu này được thực hiện một cách vội vã để thử nghiệm ý tưởng nên động cơ được chế tạo một cách sơ sài và ngoại hình cũng không được châm chút và hơi khó điều khiển nhưng việc thử nghiệm đã mang lại nhiều khám phá và ý tưởng mới. Alexeyev đã trở nên tự tin với loại phương tiện này sau khi thử nghiệm nhiều lần và tin chắc một phương tiện vận chuyển mới đã được tạo ra. Ông dự đã đưa thiết kế này giới thiệu cho giới quân sự Liên Xô để có thể có được hỗ trợ nhiều hơn trong việc phát triển nếu họ thấy thiết kế có tiềm năng và giới quân sự đã đáp lại đúng như những gì mà Alexeyev hy vọng nhất là Nikita Khrushchev khi rất thích tốc độ cao đến 200 km/h của loại "tàu" này cũng như khả năng di chuyển trên bờ biển của mẫu SM-1.
Mẫu SM-2 sau đó đã được phát triển dựa trên SM-1 nhưng trau chuốt, dễ điều khiển hơn và sử dụng động cơ thổi thẳng xuống cánh tạo đệm khí để nhất phương tiện lên kể cả ở tốc độ thấp vì ở tốc độ thấp thì hiệu ứng lướt khó hình thành và thiết kế này nhanh chóng trở thành thiết kế chuẩn cho các mẫu ekranoplan khác. SM-2 đã được đưa đến Moskva để ra mắt giới quân sự, do không có thời gian phát triển động cơ phản lực nên SM-2 chỉ được trang bị động cơ đẩy có sẵn. Giới quân sự khi đó đang muốn tìm một thiết kế phương tiện mới và thiết kế này trông rất có tiềm năng nên đã quyết định sẽ hỗ trợ tối đa. Còn trong khi đó ở phương Tây cũng đang có ý định phát triển loại phương tiện này tuy nhiên giới quân sự ở đó không muốn mạo hiểm với một thiết kế mới nên không cung cấp bất kỳ khoản hỗ trợ nào để phát triển loại phương tiện này.

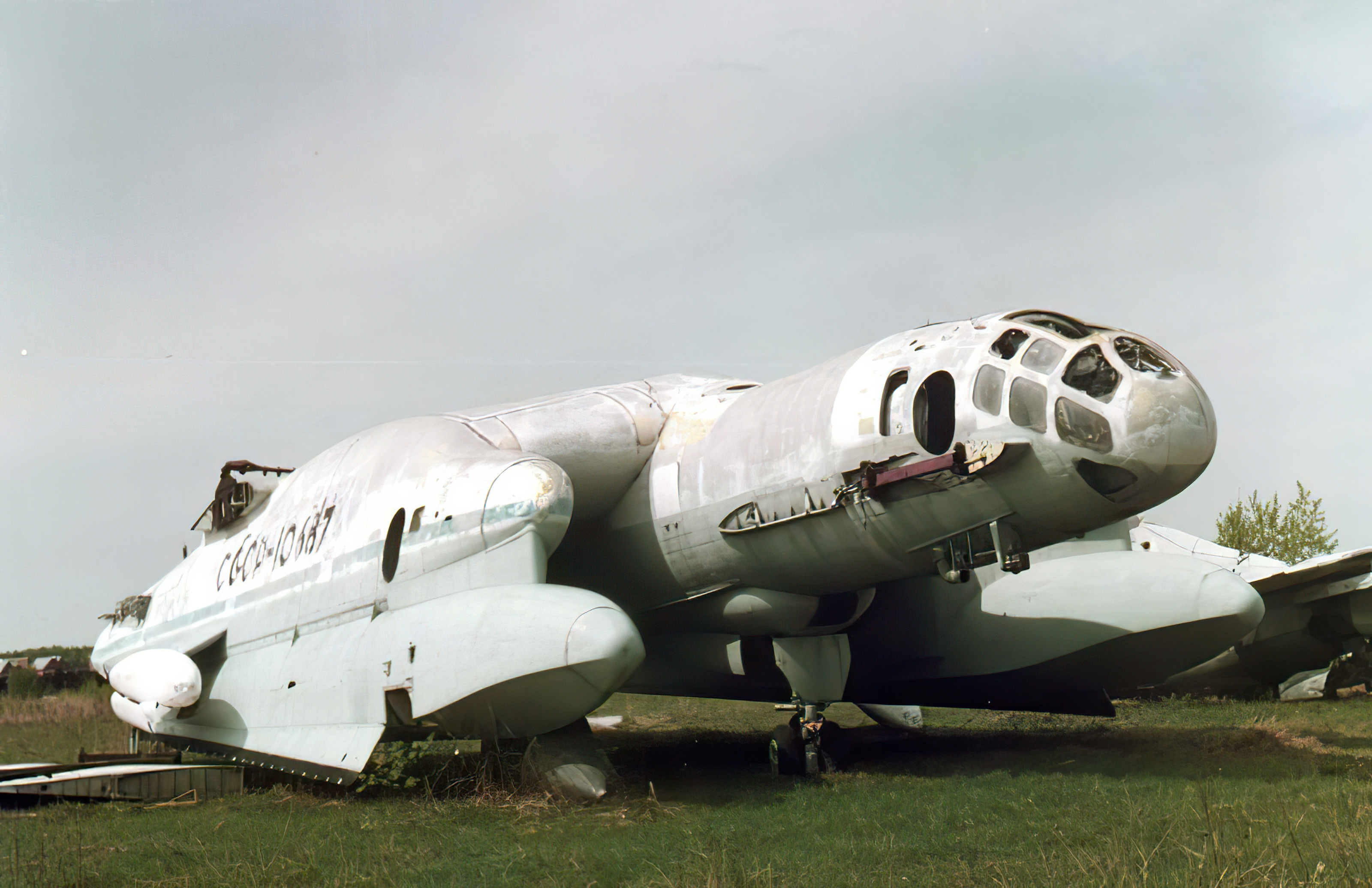
Những gì còn lại của chiếc VVA-14 trong viện bảo tàng

Khi chiến tranh lạnh nổ ra thì tất cả điều muốn có một thiết kế vũ khí mới từ thiết kế ekranoplan. Một nhóm phát triển khác nhưng thuộc ngành hàng không do Robert Bartini dẫn đầu đã đưa ra một ý tưởng về tàu sân bay ekranoplan di chuyển với tốc độ cao và các máy bay trên đó có thể cất hạ cánh thẳng đứng mà không cần đường băng dài. Dự án này đã được thông qua để phát triển, thiết kế này thì dựa nhiều trên thiết kế thủy phi cơ và nguyên mẫu nhỏ để bay thử nghiệm là Be-1 đã được thực hiện. Nó dùng cánh ngầm để di chuyển với tốc độ cao cho việc tạo ra hiệu ứng lướt gần mặt đất và cũng gặp các vấn đề mà xưởng đóng tàu trước đó mắc đã mắc phải vì thế mẫu Be-1 không còn được thử nghiệm sau khoảng chục lần thử. Mẫu thử nghiệm khác tên VVA-14 đã được chế tạo năm 1963, mẫu này không giống với bất cứ thứ gì được tạo ra trước đó nó chính là mô hình thu nhỏ để thử nghiệm của tàu sân bay mới, khi hạ cánh trên đường băng sau khi bay thử nghiệm thì hiệu ứng lướt gần mặt đất rất mạnh và phi công lái thử đã nói là "Máy bay giống như từ chối hạ cánh". Việc thử nghiệm trên mặt nước đã được thử nghiệm và mẫu này có thể sử dụng hiệu ứng lướt gần mặt đất để di chuyển cũng như nếu cần thì có thể cất cánh lên luôn như các loại thủy phi cơ vì thế nó được gọi là máy bay ekranoplan. Nhưng sau đó kế hoạch chế tạo loại tàu sân bay này đã bị hủy bỏ vì thế việc thử nghiệm với VVA-14 không còn được tiếp tục.
Các thử nghiệm của nhóm Alexeyev thì vẫn được thực hiện để xem phương tiện có thể di chuyển được trên các địa hình khác ngoài nước không cũng như cải thiện độ đáng tin và nó di chuyển khá tốt ở các địa hình tương đối bằng phẳng như tàu đệm khí. Năm 1963 lực lượng quân đội Liên Xô đã phát triển một mẫu có khả năng mang tên lửa dựa trên những gì mà nhóm Alexeyev đã phát triển và kết quả là ekranoplan lớp Lun mà NATO gọi là quái vật biển Caspian đã được chế tạo. Nó có 8 động cơ Kuznetsov NK-87 với tốc độ tối đa đạt tới 500 km/h, trang bị 6 tên lửa đối hạm có thể mang theo đầu đạn hạt nhân đã gây ngỡ ngàng cho phương Tây. Ngoài ra lực lượng quân đội còn yêu cầu thêm một loại ekranoplan có khả năng chở hàng và chiếc A-90 Orlyonok đã được phát triển với tải trọng chở hàng trăm lính trang bị tận răng hay các xe bọc thép, di chuyển với tốc độ 400–500 km/h để đến điểm đổ bộ trong khoảng cách 1.500 km và khi đến nơi nó có thể leo lên bờ để binh lính và xe bọc thép có thể đổ bộ. Nhưng do một số lý do như Alexeyev qua đời vào tháng 2 năm 1980, một tai nạn của một chiếc lớp Lun sau đó khi nó bay lên quá cao và phi công lại mắc sai lầm trong việc điều khiển nên phải dừng hoạt động để điều tra nguyên nhân, đến năm 1985 thì bộ quốc phòng tạm ngừng việc cấp kinh phí chế tạo vì cần tập trung cho các dự án khác nhưng việc Liên Xô tan rã ngay sau đó nên loại phương tiện này không kịp chế tạo với số lượng lớn để sử dụng rộng rãi nhưng 3 chiếc Orlyonok vẫn hoạt động cho đến năm 1993.

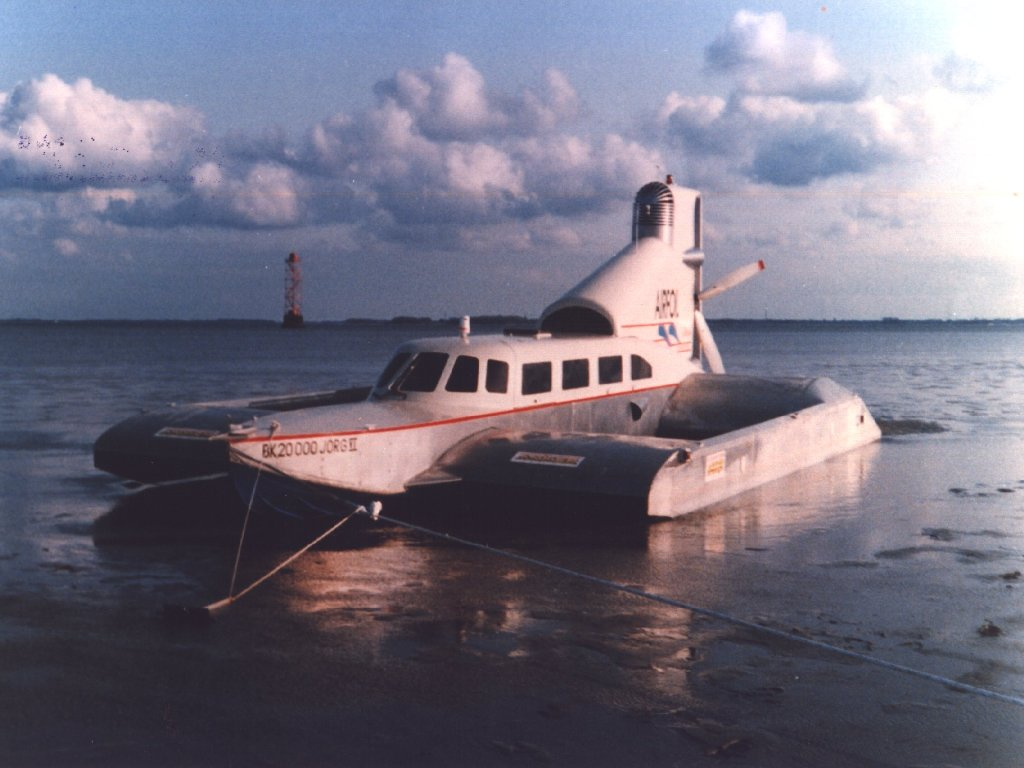
Chiếc Tandem Airfoil Flairboat

Việc ekranoplan lớp Lun xuất hiện đã gây sự chú ý của phương Tây đến loại phương tiện này và nó được xem như một hiểm họa hiện hữu vì nó bay quá thấp để có thể bị phát hiện bởi ra đa nhưng cũng quá cao để các bộ phận dò thủy âm có thể nghe thấy và thủy lôi cũng chẳng thể làm gì được còn tầm hoạt động của chiếc Orlyonok làm nó có thể chở một lượng lớn lính đổ bộ vươn tới hầu hết các bãi biển ở Bắc châu Âu trong thời gian ngắn.
Hoa Kỳ đã cố phát triển ekranoplan sau khi thấy chiếc quái vật biển Caspian hoạt động năm 1967. Kỹ sư hàng không Đức là Alexander Lippisch cũng phát triển loại phương tiện này với hai mẫu RFB X-113 (1970) và RFB X-114 (1977) khi nó gây được sự chú ý của chính phủ Đức, trước đó Lippisch cũng thực hiện mẫu X-112 nhưng không ai quan tâm khi đó. Ông đã đóng góp lớn và để lại dấu ấn của mình trong việc phát triển loại phương tiện này ở phương Tây với kiểu cánh ngược giúp loại phương tiện này hoạt động khá ổn định nhưng lại không phát triển xa hơn. Günther W. Jörg cũng phát triển một phương tiện tương tự là chiếc Tandem Airfoil Flairboat nhưng ít được biết tới.

## Thiết kế cánh
Rostislav Alexeyev và Alexander Lippisch là hai kỹ sư đóng góp rất lớn cho việc phát triển loại phương tiện này một làm trong ngành đường thủy một làm trong ngành hàng không vì thế hầu hết các ekranoplan được phát triển gần đây mang dấu ấn rất lớn về kiểu cánh của hai nhà phát triển này và được phân biệt như hai trường phái Nga và phương Tây. Ngoài ra còn thiết có thiết kế hai tầng cánh mà Günther W. Jörg sử dụng nhưng lại có ít ảnh hưởng hơn.

## Sử dụng và phát triển tiếp

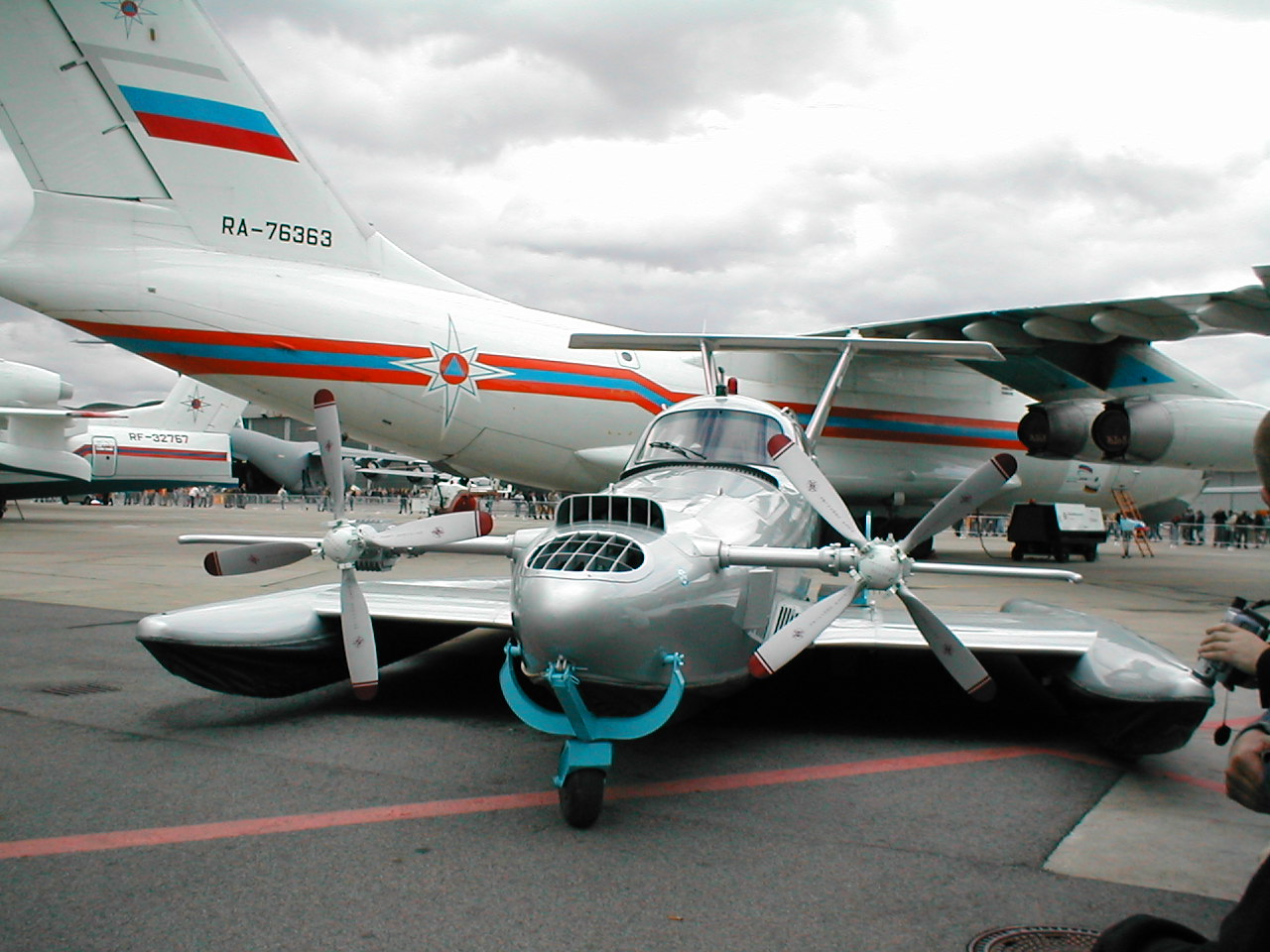
Chiếc Aquaglide 2 dùng cho dân sự Nga

Hiện tại thì loại phương tiện này đã được chế tạo nhưng với kích thước nhỏ chuyên chở từ 12 người trở lên để dành cho thị trường dân sự tại Nga và chúng được chế tạo và đăng ký trong danh mục tàu thủy. Xí nghiệp nghiên cứu và sản xuất Radar MMS và Phòng Thiết kế trung tâm Alexeyev đã đề xuất dự kiến đến năm 2016 sẽ xây dựng các ekranoplan mới, có trọng tải từ 50 đến 600 tấn. Sản phẩm nhằm phục vụ các mục đích dân sự và quân sự. Bộ trưởng Bộ Quốc phòng Nga Anatoly Serdyukov cũng từng công bố việc nối lại kế hoạch phát triển ekranoplan có trọng tải lớn cho hải quân Nga. Còn hãng Beriev thì dự tính phát triển chiếc Be-2500.
Dù chưa có dự án lớn nào của Hoa Kỳ về loại phương tiện này thành hiện thực từ Atlantis-1 cho đến Boeing Ultra Pelican nhưng loại phương tiện này hứa hẹn một kỷ nguyên giao thông mới.
Nhật Bản đang phát triển một loại tàu hỏa tốc độ cao sử dụng hiệu ứng lướt gần mặt đất gọi là Aero-Train còn Hàn Quốc thì đang phát triển chiếc WSH-500 có 50 chỗ ngồi. Ngoài ra các nước khác cũng tiến hành phát triển các phương tiện tương tự nhưng chỉ đến 10 chỗ. Iran thì đã chế tạo và đưa vào phục vụ hai phi đội Bavar 2 từ tháng 9 năm 2010.